# Шафаг-Асиман (газовое месторождение)
 Шафаг-Асиман  (азерб. Şəfəq və Asiman) — крупный комплекс морских геологических структур в Каспийском море, расположенный в 125 км к юго-востоку от столицы Азербайджна Баку. Структуры Шафаг и Асиман ранее назывались D8 и D10 соответственно.

## История
Меморандум о взаимопонимании по разведке структур Шафаг-Асиман был подписан 13 июля 2009 года. Согласно первоначальному соглашению, морской блок будет разрабатываться совместно BP и Государственной нефтяной компанией Азербайджанской Республики (SOCAR). Меморандум о взаимопонимании подписали президент SOCAR Ровнаг Абдуллаев и исполнительный директор по разведке и добыче BP Энди Инглис в присутствии президента Азербайджана Ильхама Алиева и бывшего премьер-министра Великобритании Гордона Брауна. За Меморандумом последовало подписание Основного соглашения об основных коммерческих принципах совместной разведки и разработки месторождений Ровнагом Абдуллаевым и президентом BP Азербайджан Рашидом Джаванширом 6 июля 2010 года во время визита президента BP Тони Хейворда в Азербайджан. Соглашение о разделе продукции по разработке и разведке блока Шафаг-Асиман рассчитано на 30 лет с возможностью продления еще на 5 лет. Первые две разведочные скважины будут пробурены в течение следующих четырех лет с возможным продлением геологоразведочных работ еще на три года. Все затраты на геологоразведочные работы будет покрыта BP. Некоторые считают разработку блока Шафаг-Асиман продолжением проекта Азери — Чираг — Гюнешли (АЧГ), оператором которого является компания BP. Ожидается, что геологоразведочные работы начнутся во второй половине 2016 года и продолжатся до второй половины 2017 года.

## Резервуар
Морской блок занимает площадь почти 1100 квадратных километров, которая ранее никогда не исследовалась. Месторождения расположены на глубоководной части глубиной от 650 до 800 метров (от 2130 до 2620 футов) с глубиной резервуара около 7000 метров. Первоначальные запасы оцениваются примерно в 500 миллиардов кубических метров газа и 65 миллионов тонн конденсата. 2D-геофизические исследования, ранее проведенные на блоке, показывают, что эти глубоко залегающие структуры могут содержать большие количества газа. 3D-сейсмические исследования в три этапа проводятся компанией «Caspian Geophysical» по контракту с BP. Первый этап будет завершен в 2011 году; второй этап обработки данных в 2012 году и третий этап интерпретации данных в первой половине 2014 года.